# Gabriele Hahn
Gabriele Hahn (geb. vor 1988) ist eine deutsche Verwaltungsjuristin und war von 2008 bis 2011 Präsidentin des Bundeszentralamtes für Steuern und von 2011 bis 2015 Exekutivdirektorin bei der Bundesanstalt für Finanzdienstleistungsaufsicht.

## Leben
Nach dem Studium der Rechtswissenschaften war sie als Sachgebietsleiterin in den Finanzämtern Sankt Augustin und Siegburg tätig. 1988 bis 1989 arbeitete Hahn als Referentin im Finanzministerium Nordrhein-Westfalen, bevor sie ins Bundesministerium der Finanzen wechselte. Von 2000 bis 2008 war sie Vizepräsidentin des Bundesamtes für Finanzen und von 2008 bis 2011 Präsidentin des Bundeszentralamtes für Steuern. Im Jahr 2011 wurde sie zur Exekutivdirektorin bei der Bundesanstalt für Finanzdienstleistungsaufsicht ernannt und war hier zunächst für den Bereich Versicherungsaufsicht und von 2012 bis 2015 für den Bereich Querschnittsaufgaben / Innere Verwaltung zuständig.